# Lepidoscia acropolia
Lepidoscia acropolia is een vlinder uit de familie van de zakjesdragers (Psychidae). De wetenschappelijke naam van deze soort is voor het eerst voorgesteld als Narycia acropolia door Alfred Jefferis Turner in een publicatie uit 1923. De spanwijdte bedraagt ongeveer 1,5 centimeter.
De soort komt voor in Australië (Nieuw-Zuid-Wales, Victoria).